# داخل‌تراشی

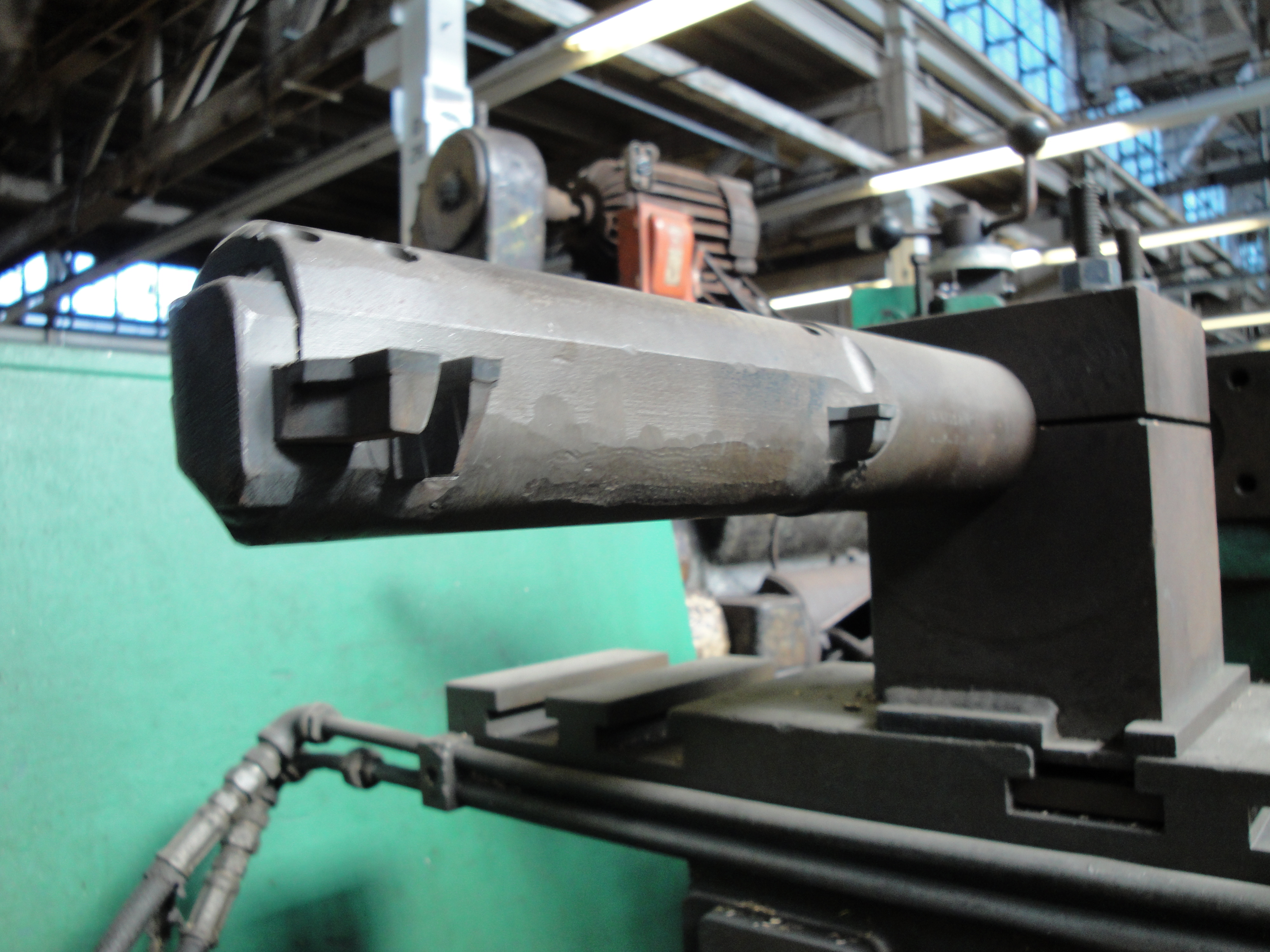

در ماشین‌کاری، داخل‌تراشی، سُفته‌زنی یا بورینگ (به انگلیسی: Boring)، فرایند بزرگترکردن سوراخی است که پیش‌تر با استفاده از یک ابزار تراش تک‌نقطه‌ای (یا یک سر سفته‌زن که حاوی چندین ابزار از این قبیل) سوراخ‌شده یا در هنگام ریخته‌گری سوراخی بر روی آن ایجاد شده‌است و از لوله تفنگ و سیلندر موتور به عنوان مثالی از کاربرد این روش نام برد. 
از داخل‌تراشی برای رسیدن به دقت بیشتر قطر سوراخ استفاده می‌شود و می‌توان از آن برای جدا کردن یک سوراخ کوچک استفاده کرد. داخل‌تراشی را می‌توان به عنوان نقطه مقابل و به نوعی معادل تراشکاری، که فرآیندی است برای شکل‌دهی به قسمت بیرونی و قطر بیرونی قطعه، برای قطر درونی قطعه دانست.
به دلیل محدودیت‌های موجود در طراحی که به این دلیل ایجاد شده‌است که در این فرایند قطعه کار ماشین و ابزار را احاطه کرده‌است، فرایند داخل‌تراشی را از نظر کاهش عمر و استحکام نگهداری ابزارها، افزایش تمیزی و ظرافت زاویه‌های ایجاد شده (به دلیل محدود شدن تکیه‌گاه‌هایی که می‌تواند به لبه تحت برش متصل و داده شود) و همچنین دشوار بودن بازرسی از سطح نهایی و ایجاد شده (از دید اندازه، شکل، زبری سطح)، نسبت به فرایند تراشکاری به‌طور ذاتی چالش‌برانگیزتر می‌کند. این‌ها دلایلی است که باعث می‌شود داخل‌تراشی موضوعی برای خود در ماشین‌کاری با نکات، ترفندها، چالش‌ها و مجموعه تخصص‌های مخصوص به خود شناخته شود و علی‌رغم شباهت‌هایی که با تراشکاری دارد اما موضوعی جدا از آن شود.
اولین ماشین ابزار داخل‌تراشی در سال ۱۷۷۵ توسط جان ویلکینسون ابداع شد.
داخل‌تراشی و تراشکاری همتایان یک دیگر در فرایند ساییدن که یکی داخلی و دیگری خارجی می‌باشد، هستند. هر فرایند براساس الزامات و مقادیر پارامتر یک کاربرد خاص انتخاب می‌شود.

## انواع عملیات داخل‌تراشی
انواع مختلفی از داخل‌تراشی وجود دارد. نوار داخل‌تراشی ممکن است در هر دو انتها پشتیبانی شود (که فقط در صورتی کار می‌کند که حفره موجود یک سوراخ کامل تا انتهای قطعه باشد)، یا ممکن است در یک انتها از آن پشتیبانی شود (که برای هر دو سوراخ کامل و سوراخ تا عمق مشخص یا سوراخ کور عمل می‌کند) که این فرایند به خط‌تراشی (به انگلیسی: Lineboring) معروف است. نوع دیگری از این فرایند  پشت‌تراشی (به انگلیسی: Backboring) نام دارد که فرآیندی است که از سوراخ موجود عبور کرده و سپس عملیات داخل‌تراشی را از پشت قطعه (نسبت به قسمت اصلی دستگاه) انجام می‌دهد.

## ماشین‌آلات مورد استفاده

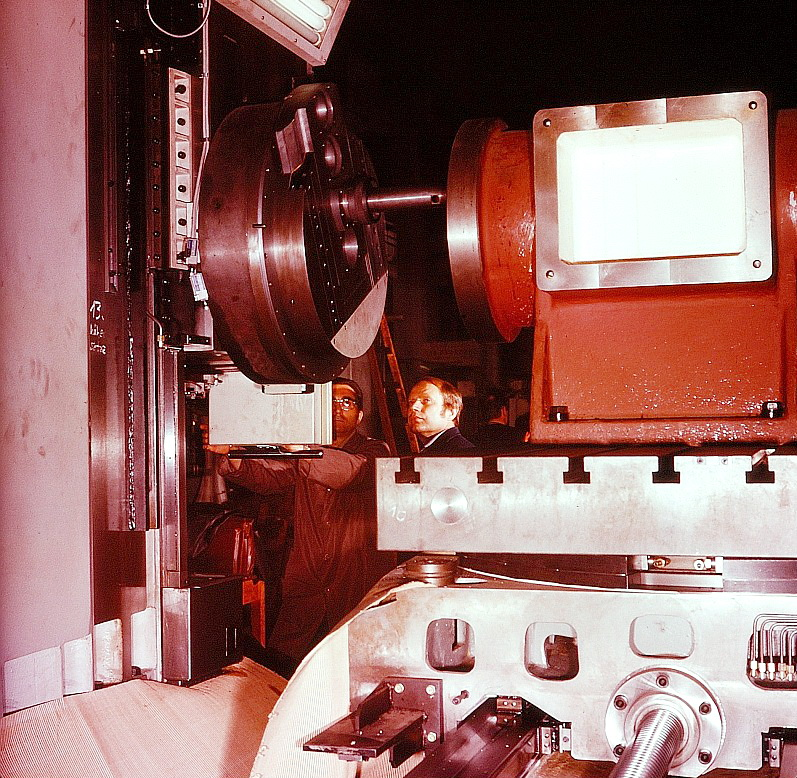
ماشین فرز داخل‌تراشی افقی که نشان دهنده سر بزرگ میله داخل‌تراشی و قطعه کار روی میز است.

فرایند داخل‌تراشی می‌تواند با ماشین‌آلات متفاوتی انجام بگیرد که شامل ۱) ماشین آلات عمومی یا ماشین‌های یونیورسال مثل ماشین تراش (سی‌ان‌سی‌ها) یا ماشین فرز و ۲) ماشین آلات تخصصی طراحی شده برای داخل‌تراشی به عنوان عملکرد اصلی مثل ماشین الگوتراش و ماشین داخل‌تراشی یا فرز داخل‌تراشی (فرز سوراخ‌تراشی)، که شامل سوراخ‌تراشی عمودی (قطعه‌کار حول محوری عمودی می‌چرخد درحالی که میله داخل‌تراشی به‌صورت خطی حرکت می‌کند؛ در اصل یک دستگاه تراش عمودی می‌باشد) و سوراخ تراش افقی (قطعه‌کار بر روی یک میز قرار می‌گیرد در حالی که میله داخل‌تراشی حول یک محور افقی می‌چرخد؛ در اصل یک ماشین تراش مخصوص افقی می‌باشد)

### فرز داخل‌تراشی و ماشین فرز

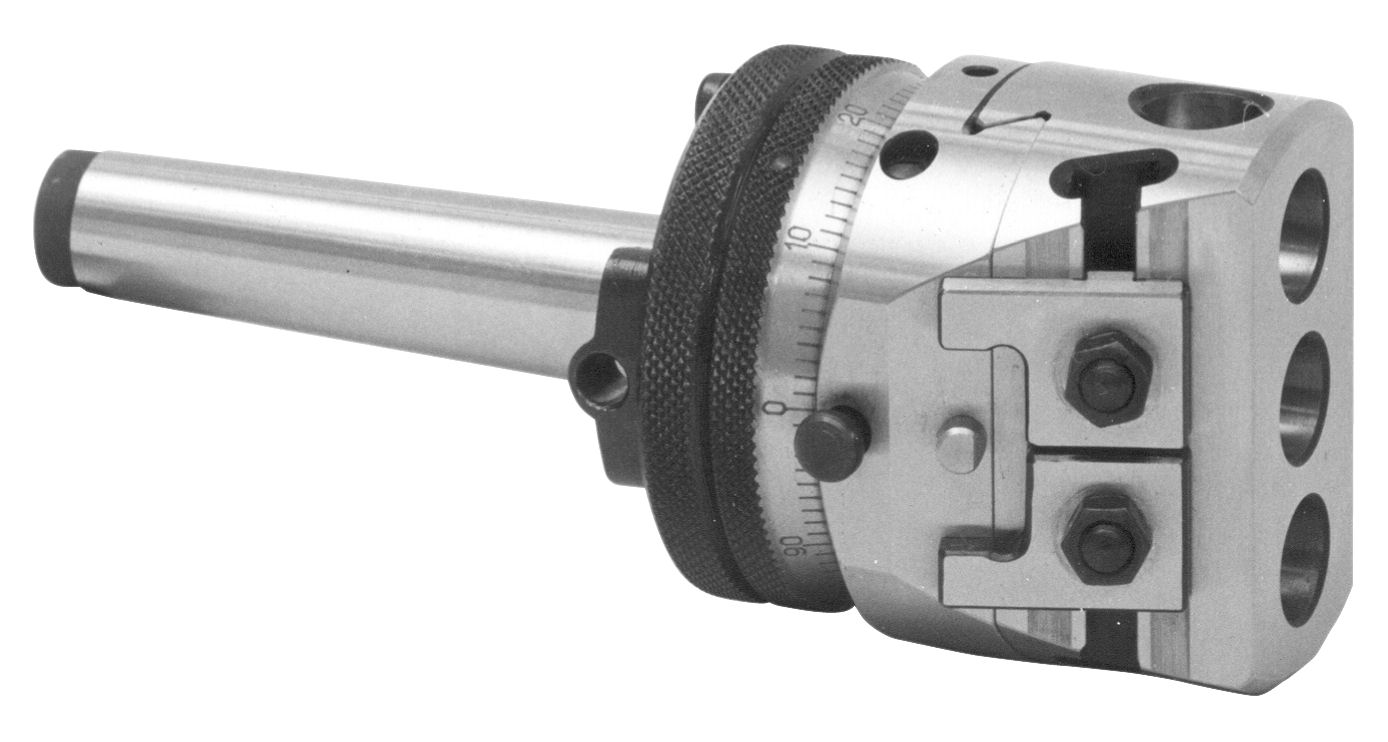
سر داخل‌تراشی در میله مخروطی مورس. یک میله کوچک داخل‌تراشی به یکی از سوراخ‌ها وارد می‌شود. سر را می‌توان با یک درجه‌بندی دقیق توسط پیچ به چپ یا راست منتقل کرد، قطر دایره ای را که نوک برش از آن چرخیده تنظیم می‌کند، بنابراین در صورت مناسب بودن شرایط ماشین‌کاری، اندازه سوراخ را کنترل می‌کند، حتی تا ۱۰ میکرومتر.

ابعاد بین قطعه و بیت ابزار را می‌توان در حول دو محور تغییر داد تا هم به صورت عمودی و هم به صورت افقی به سطح داخلی برش داده شود. ابزار برش معمولاً یک نقطه‌ای است و از فولاد پرسرعت (به انگلیسی: high-speed steel) M2 و M3 یا کاربید P10 و P01 ساخته شده‌است. با چرخاندن سر می‌توان سوراخ مخروطی نیز ایجاد کرد.

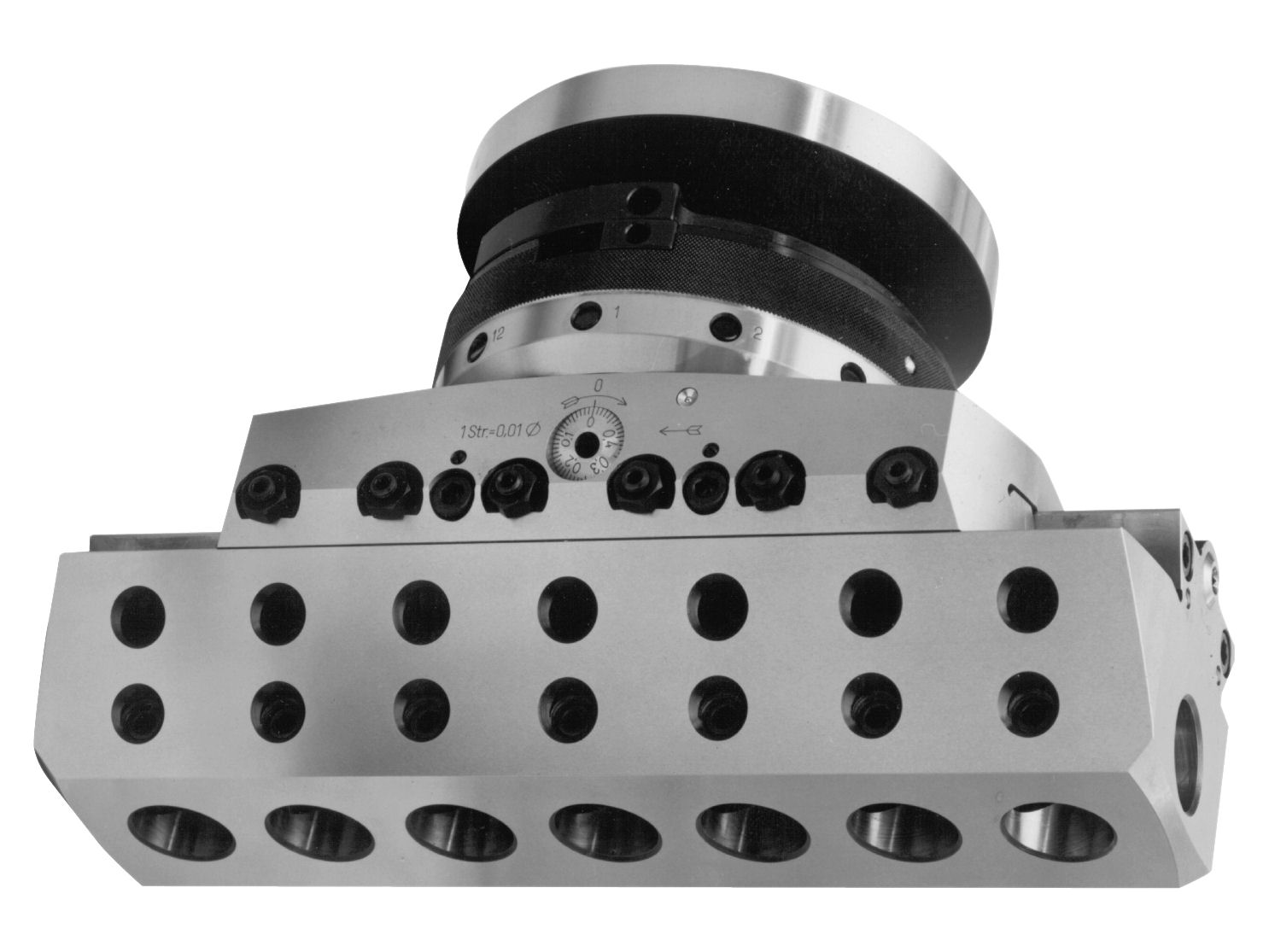

ماشین‌های داخل‌تراشی در اندازه و سبک‌های با تنوع زیاد ارائه می‌شوند. داخل‌تراشی روی قطعه‌های کوچک را می‌توان روی ماشین تراش انجام داد در حالی که قطعه‌های بزرگتر روی فرز داخل‌تراشی تراشیده می‌شوند. قطعه‌کارها معمولاً ۱ تا ۴ متر (۳ فوت ۳ تا ۱۳ فوت ۱ اینچ) اندازه دارند، اما می‌توانند به اندازه ۲۰ متر (۶۶ فوت) برسند. قدرت مورد نیاز می‌تواند تا ۲۰۰ اسب بخار (۱۵۰ کیلووات) باشد. خنک‌سازی منافذ از طریق یک مجرای توخالی از طریق میله داخل‌تراشی انجام می‌شود که در آن ماده خنک‌کننده می‌تواند آزادانه جریان یابد. دیسک‌های آلیاژ تنگستن در میله مهر و موم می‌شوند تا اثرات ارتعاشات و صداها را در حین عملیات داخل‌تراشی خنثی کنند. سیستم‌های کنترل می‌توانند مبتنی بر رایانه باشند، امکان خودکارسازی و افزایش استحکام و ثبات را فراهم می‌کنند. از آنجا که منظور از داخل‌تراشی کاهش تلورانس در حفره‌هایی که از قبل در قطعه وجود دارد، است، چندین ملاحظات طراحی اعمال می‌شود. اول، سوراخ‌های با قطر بزرگ در مقایسه با طول به دلیل انحراف ابزار برش ترجیح داده نمی‌شوند. سپس، سوراخ‌هایی که از میان قطعه عبور می‌کنند نسبت به سوراخ‌های کور (سوراخ‌هایی که ضخامت قطعه‌کار را طی نمی‌کنند) ترجیح داده می‌شوند. ترجیحاً از سطوح داخلی کار قطع شده، جایی که ابزار و سطح برش تماس ناپیوسته دارند، دوری شود. میله داخل‌تراشی بازوی برجسته دستگاهی است که ابزارهای برش را در خود نگه می‌دارد و باید بسیار سفت و محکم باشد.
به دلیل عواملی که به تازگی ذکر شد، حفاری در حفره‌های عمیق و داخل‌تراشی در حفره‌های عمیق ذاتاً زمینه کاری چالش‌برانگیز هستند که ابزار و تکنیک‌های خاصی را می‌طلبند. با این وجود، فناوری‌هایی تولید شده‌اند که با دقت چشمگیر سوراخ‌های عمیق ایجاد می‌کنند. در بیشتر موارد، آنها شامل چندین نقطه برش هستند که از نظر قطری مخالف هستند و نیروهای انحراف آنها یکدیگر را خنثی می‌کنند. آنها معمولاً شامل تحویل مایعات برشی پمپ شده تحت فشار از طریق ابزار برای دهانه نزدیک لبه‌های برش هستند. حفاری اسلحه و داخل‌تراشی توپ نمونه‌های کلاسیک این موضوع است. این تکنیک‌های ماشین‌کاری که برای ساخت بشکه‌های سلاح گرم و توپخانه استفاده شده‌است، امروزه کاربرد زیادی در ساخت بسیاری از صنایع دارد. چرخه‌های متفاوتی برای داخل‌تراشی در کنترل‌های CNCها موجود است. این زیرروال‌های از پیش برنامه‌ریزی شده‌است که ابزار را از طریق عبورهای پی‌درپی برش، جمع‌کردن، پیشبرد، دوباره برش، دوباره جمع شدن، بازگشت به موقعیت اولیه و … حرکت می‌دهد. این موارد با استفاده از جی-کدها مانند G76، G85، G86، G87، G88، G89 نامیده می‌شوند.

### ماشین تراش
تراشکاری داخل‌تراشی یک عملیات برشکاری است که با استفاده از یک ابزار برش تک‌نقطه‌ای یا یک سر داخل‌تراشی با بزرگ کردن دهانه موجود در یک قطعه کار، سطوح مخروطی یا استوانه‌ای تولیدمی‌کند. برای سوراخ‌های غیر مخروطی، ابزار برش موازی با محور چرخش حرکت می‌کند. برای سوراخ‌های مخروطی، ابزار برش با یک زاویه نسبت به محور چرخش حرکت می‌کند. هندسه‌های متفاوتی از بسیار ساده تا بسیار پیچیده با قطرهای مختلف را می‌توان با استفاده از کاربردهای داخل‌تراشی تولید کرد. سفته‌زنی یکی از اساسی‌ترین کارهای ماشین تراش در کنار تراشکاری و حفاری و سوراخکاری است.
تراشکاری داخل‌تراشی معمولاً نیاز به نگه داشتن قطعه کار در نظام‌های دستگاه و چرخش آن دارد. همان‌طور که قطعه کار چرخانده می‌شود، یک میله داخل‌تراشی با درج متصل به نوک میله به یک سوراخ موجود وارد می‌شود. هنگامی که ابزار برش قطعه‌کار را درگیر می‌کند، یک تراشه تشکیل می‌شود. بسته به نوع ابزار مورد استفاده، مواد و سرعت ابزار نسبت به قطعه مورد تراش، تولید تراشه می‌توان به صورت پیوسته یا منقطع و مرحله‌ای باشد.
هندسه تولید شده توسط تراشکاری داخل‌تراشی معمولاً بر دو نوع است: سوراخ‌های مستقیم و سوراخ‌های مخروطی. در صورت نیاز می‌توان به هر شکل سوراخ چندین قطر اضافه کرد. برای تولید سوراخ مخروطی، ممکن است ابزار با زاویه نسبت به محور چرخش تجهیز و اضافه شود یا هر دوی حرکت ابزاری که اضافه شده و حرکت محوری همزمان باشند. سوراخ‌های مستقیم و سوراخ‌های استوانه‌ای خزینه‌دار شده با حرکت ابزار به صورت موازی با محور چرخش قطعه‌کار تولید می‌شوند.
چهار ابزار و دستگاه معمول که برای نگهداری قطعه‌کار استفاده می‌شوند عبارتند از: سه نظام، چهار نظام، میله‌گیر (به انگلیسی: collet)، صفحه‌گیره (به انگلیسی: faceplate). سه نظام معمولاً برای نگه‌داری قطعه‌کارهای گرد یا با مقطع شش ضلعی استفاده می‌شود چرا که قطعه‌کار به‌طور خودکار در مرکز قرار می‌گیرد. در سه نظام‌ها عدم دقت در چرخش بر روی محور چرخش با محدودیت‌هایی روبه‌رو می‌باشد؛ در مدل‌های اخیر CNC، اگر همه شرایط عالی باشد، می‌تواند این عدم دقت بسیار کم باشد، اما به‌طور سنتی معمولاً حداقل ۰٫۰۰۱-۰٫۰۰۳ اینچ (۰٫۰۲۵–۰٫۰۷۵ میلی‌متر) است. از چهار نظام برای نگه داشتن اشکال نامنتظم یا نگه داشتن اجسام گرد یا دارای مقطع شش ضلعی استفاده می‌شود. صفحه گیره نیز برای نگه داشتن اجسام غیرعادی و نامنتظم استفاده می‌شود. میله‌گیرها مانند سه نظام و چهار نظام قطعه‌کار را به‌طور خودکار در مرکز قرار می‌دهند با عدم دقت کم‌تر اما هزینه بیشتری هم دارند.
برای بیشتر کاربردهای سفته‌زنی، تلرانس در حدود ۰٫۰۱ اینچ (۰٫۲۵ میلی‌متر) به راحتی نگهداری می‌شود. تلورانس از مقدار معمول تا ۰٫۰۰۵ اینچ (۰٫۱۳ میلی‌متر) معمولاً بدون مشکل یا هزینه خاص، حتی در حفره‌های عمیق انجام می‌شود. تلورانس بین ۰٫۰۰۴ اینچ (۰٫۱ میلی‌متر) و ۰٫۰۰۱ اینچ (۰٫۰۲۵ میلی‌متر) جایی است که چالش‌ها آغاز به افزایش می‌کنند. در حفره‌های عمیق با این تلورانس، محدودیت اندازه و قطر سوراخ به اندازه محدودیت‌های هندسی عامل محدود کننده می‌باشند.
محدودیت‌های داخل‌تراشی از نظر دقت هندسی (شکل، موقعیت) و سختی قطعه‌کار در دهه‌های اخیر با پیشرفت فناوری ماشین‌کاری در حال کاهش است. به عنوان مثال، گریدهای جدید درزهای برش کاربید و سرامیک دقت و کیفیت سطح قابل دستیابی بدون سنگ‌زنی را افزایش داده و دامنه مقادیر سختی قطعه‌کار را که قابل اجرا هستند، افزایش داده‌اند. با این حال، کار با تلرانس‌های در حدود تنها چند میکرومتر (چند دهم)، فرآیندهای تولید را مجبور می‌کند با این واقعیت روبرو شوند که هیچ قطعه‌کار واقعی در حالت ایدئال نبوده و در حین انجام عملیات سفت و سخت و بی‌حرکت نیست. هر بار که یک برش، هرچقدر کوچک، برداشته شود، یا تغییر دمای چند صد درجه‌ای، هرچقدر موقتی باشد، اتفاق بیفتد، قطعه‌کار یا بخشی از آن احتمالاً به شکل جدیدی شکل می‌گیرد، حتی اگر حرکت بسیار کوچک باشد. عواملی از این دست است که گاهی در داخل‌تراشی و تراشکاری مانع تراش استوانه‌ای داخلی و خارجی می‌شوند. در نهایت، هر میزان از بی‌عیب بودن ماشین‌کاری یا سنگ‌زنی ممکن است کافی نباشد چرا که با وجود اینکه قطعه هنگام ساخت در حد تلرانس مَدنظر است، در روزها یا ماه‌های بعدی از حد تلرانس خارج می‌شود. هنگامی که مهندسان با چنین موردی روبه‌رو می‌شوند، تلاش برای یافتن سایر مواد قطعه‌کار یا طراحی‌ای متناوب را که از اعتماد زیاد به عدم تحرک ویژگی‌های قطعه در مقیاس‌های میکرو یا نانو جلوگیری می‌کند، انجام می‌دهند.